# Bogdan Lobonţ
Bogdan Ionuț Lobonţ (Hunedoara, 18. siječnja 1978.) je bivši rumunjski nogometni vratar, koji trenutačno vodi rumunjskog prvoligaša Universitateu Cluj.

## Klupska karijera
Lobonţ je započeo svoju karijeru u Corvinulu. Ovdje je igrao dvije godine do 1997. godina. Zatim je otišao u Rapid, klub iz glavnog grada Rumunjske. Ovdje je zbog svoje uspjehe otišao u nizozemski klub Ajax. Na 26. studenog 2000. godine Lobonţ je debitirao za Ajax protiv FC Utrechta. Sljedeće sezone je Lobonţ zbog ozljeda leđa i malo iskustva posuđen rumunjskom Dinamu iz Bukurešta. Poslije posudbe Dinamu Lobonţ je još igrao četiri godine za Ajax. Poslije šest godina igrajući za nizozemski klub Ajax, Lobonţ je na 20. siječnja 2006. godine potpisao novi ugovor s talijanskim klubom Fiorentina. U Fiorentina je Lobonţ ostao jednu godinu. Na 14. siječnja 2007. godine Lobonţ je prešao za 500.000 eura iz Fiorentine u bukureštanski Dinamo. Na 31. kolovoza 2009. godine Dinamo ga je posudio talijanskom klubu Roma. U Dinamu iz Bukurešta je Lobonţ ostao tri godine do 2010. godine. Zatim je otišao u Romu gdje je potpisao ugovor do 2012. godine.

## Statistike
| sezona      | klub                        | država | natjecanje | utak. | gol. |
| ----------- | --------------------------- | ------ | ---------- | ----- | ---- |
| 1995./1996. | Corvinul Hunedoara          | 0      | Liga 2     | 6     | 0    |
| 1996./1997. | Corvinul Hunedoara          | 0      | Liga 2     | 34    | 0    |
| 1997./1998. | Rapid Bukurešt              | 0      | Liga 1     | 33    | 0    |
| 1998./1999. | Rapid Bukurešt              | 0      | Liga 1     | 31    | 0    |
| 1999./2000. | Rapid Bukurešt              | 0      | Liga 1     | 16    | 0    |
| 2000./2001. | AFC Ajax                    | 0      | Eredivisie | 1     | 0    |
| 2001./2002. | → Dinamo Bukurešt (posudba) | 0      | Liga 1     | 22    | 0    |
| 2002./2003. | AFC Ajax                    | 0      | Eredivisie | 0     | 0    |
| 2003./2004. | AFC Ajax                    | 0      | Eredivisie | 17    | 0    |
| 2004./2005. | AFC Ajax                    | 0      | Eredivisie | 24    | 0    |
| 2005./2006. | AFC Ajax                    | 0      | Serie A    | 7     | 0    |
| 2006./2007. | ACF Fiorentina              | 0      | Serie A    | 17    | 0    |
| 2007./2008. | Dinamo Bukurešt             | 0      | Liga 1     | 14    | 0    |
| 2008./2009. | Dinamo Bukurešt             | 0      | Liga 1     | 32    | 0    |
| 2009./2010. | Dinamo Bukurešt             | 0      | Liga 1     | 25    | 0    |
| 2009./2010. | → A.S. Roma (posudba)       | 0      | Serie A    | 2     | 0    |
| 2010./2011. | A.S. Roma                   | 0      | Serie A    | 6     | 0    |
| 2011./2012. | A.S. Roma                   | 0      | Serie A    | 9     | 0    |
| 2012./13.   | A.S. Roma                   | 0      | Serie A    | 5     | 0    |
| 2013./2014. | A.S. Roma                   | 0      | Serie A    | 0     | 0    |
| 2014./2015. | A.S. Roma                   | 0      | Serie A    | 0     | 0    |
| 2015./2016. | A.S. Roma                   | 0      | Serie A    | 0     | 0    |
| 2016./2017. | A.S. Roma                   | 0      | Serie A    | 0     | 0    |
| 2017./2018. | A.S. Roma                   | 0      | Serie A    | 0     | 0    |

## Reprezentativna karijera
Lobonţ je napravio svoj debi za rumunjsku nogometnu reprezentacija na 2. rujna 1998. godine protiv Lihtenštajna. Lobonţ je nastupao na Europskim prvenstvima u 2000. i u 2008. godini.

### Reprezentativne statistike
Utakmice u nogometnoj reprezentaciji Rumunjske
| godina | protivnik | utakmice |
| ------ | --- | -------- |
| 1998.  | Lihtenštajn | 1        |
| 1999.  | Estonija, Azerbajdžan, Mađarska, Azerbajdžan                                                                             | 4        |
| 2000.  | Gruzija, Grčka, Cipar, Nizozemska, Grčka, Poljska, Jugoslavija, Alžir                                                    | 8        |
| 2001.  | Mađarska, Gruzija, Slovenija                                                                                             | 3        |
| 2002.  | Francuska, Ukrajina, Poljska                                                                                             | 3        |
| 2003.  | Slovačka, Danska, Litva, Bosna i Hercegovina, Norveška, Ukrajina, Luksemburg, Danska, Japan, Italija                     | 10       |
| 2004.  | Škotska, Njemačka, Irska, Finska, Makedonija, Andora, Češka                                                              | 7        |
| 2005.  | Nizozemska, Makedonija, Nizozemska, Armenija, Andora, Češka, Finska, Obala Bjelokosti                                    | 8        |
| 2006.  | Slovenija, Urugvaj, Kolumbija, Cipar, Bugarska, Albanija                                                                 | 6        |
| 2007.  | Moldavija, Nizozemska, Luksemburg, Slovenija, Slovenija, Turska, Bjelorusija, Nizozemska, Luksemburg, Bugarska, Albanija | 11       |
| 2008.  | Izrael, Crna Gora, Francuska, Italija, Nizozemska, Latvija, Litva, Farski otoci, Francuska, Gruzija                      | 10       |
| 2009.  | Hrvatska, Srbija, Austrija                                                                                               | 3        |
| Ukupno | | 74       |

## Nagrade

### Klub
Rapid Bukurešt
- Rumunjska liga (1): 1998./1999.
- Rumunjski kup (1):1997./1998.
- Rumunjski Super kup (1): 1998./1999.

Ajax
- Nizozemska liga (1): 2003./2004.

Dinamo Bukurešt
- Rumunjska liga (2): 2001./2002., 2006./2007.

## Vanjske poveznice
- Sluzbena stranica
- Dinamo Bukurest sluzbena stranica
- FCDinamo.net profil
- romaniansoccer.ro profil
- UEFA.com profil
- Ajax profil